# Pískové návrší
Pískové návrší (485 m n. m.) je návrší v okrese Liberec Libereckého kraje, ležící asi 1 km jihovýchodně od vesnice Nová Starost, na katastrálním území Rynoltice, Jítrava a Janovice v Podještědí.

## Geomorfologické zařazení
Návrší náleží do celku Ralská pahorkatina, podcelku Zákupská pahorkatina, okrsku Podještědská pahorkatina, podokrsku Rynoltická pahorkatina a Janovické části.

## Přístup
Automobilem se dá nejblíže dopravit do Nové Starosti. Odtud vede několik lesních cest do různých míst návrší.